# Couston Castle

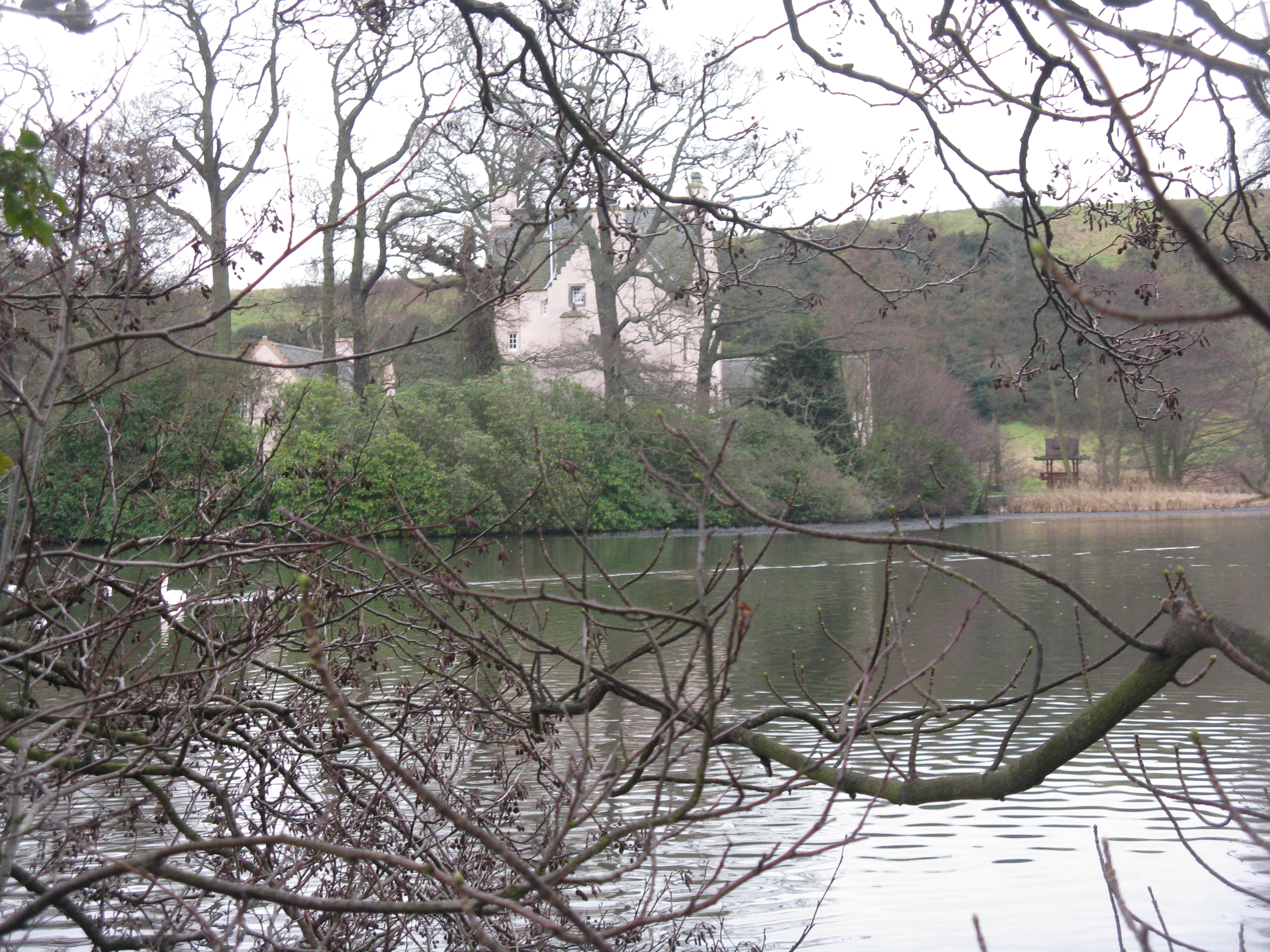
Couston Castle

Couston Castle ist ein Wohnturm mit L-förmigem Grundriss im Nordosten der Dalgety Bay am Otterston Loch in der schottischen Council Area Fife. Die Burg wurde Ende des 16. oder Anfang des 17. Jahrhunderts an der Stelle eines älteren Gebäudes errichtet.

## Geschichte
Couston Castle wurde auf Gelände errichtet, das Robert de London, ein unehelicher Sohn von König Wilhelm dem Löwen (1143–1214) im Jahre 1199 erhielt. Dieser verpachtete das Land weiter an Roger Frebern.
Die Burg gehörte zunächst den Logans von Restalrig, fiel aber später an die Earls of Moray. Im 16. Jahrhundert befand sich dort eine befestigte Burg mit Artillerieschutz. König Jakob V. bestätigte James Logan of Couston, dessen Familie damals in Couston Castle wohnte, eine Charta. In dieser Zeit wurde die Burg im Großen und Ganzen in der Form umgebaut, wie man sie heute sehen kann. Teile der zweiten Hälfte des 17. Jahrhunderts wohnte dort Robert Blair, ein Angehöriger des presbyterianischen Klerus, der ein früherer Tutor des späteren Königs Karl I. von England war. Er starb 1666 auf der Burg.
Der Nordflügel des Gebäudes soll aus dem 18. Jahrhundert stammen. Bis in die 1830er-Jahre befand sich die Burg in gutem Zustand, dann wurde der größte Teil des südlichen Gebäudeendes abgerissen, um Bausteine für neue Bauernhofgebäude zu erhalten. 1980 kaufte Alastair Harper, ein Kaufmann aus Dunfermline, den Wohnturm und ließ mit der Restaurierung beginnen. Nachdem die Burg viele Jahre lang verfallen war, wurde sie 1985 von Architekten Ian Begg restauriert und in ein Wohnhaus umgewandelt. 2002 wurden weiter Renovierungsarbeiten und Erweiterungen abgeschlossen.
Historic Scotland hat Couston Castle als historisches Bauwerk der Kategorie C gelistet.